# Mellunmäki (metropolitana di Helsinki)
Mellunmäki (in finlandese: Mellunmäen metroasema; in svedese: Metrostationen Mellungsbacka) è una stazione di superficie situata sul ramo nord (Itäkeskus - Mellunmäki) della Metropolitana di Helsinki. Serve il quartiere di Mellunmäki, situato a Helsinki Est, e funge da capolinea di questo ramo.
La fermata fu inaugurata il 1º settembre 1989 e fu disegnata dallo studio di architettura Toivo Karhunen Oy. Si trova a circa 1.644 metri da Kontula.
La stazione Mellunmäki è la fermata della metropolitana più settentrionale al mondo.